# HIPRE
HIPRE ist die Abkürzung für high internal phase ratio emulsion.
Dabei handelt es sich um hochkonzentrierte Emulsionen, das heißt die diskontinuierliche, dispergierte Phase zeichnet sich durch Volumenanteile von mehr als circa 70 % aus.
Im Vergleich zu konventionellen Emulsionen zeichnen sich HIPREs durch fundamentale Unterschiede in Viskositätsverhalten und Struktur aus. So nehmen die einzelnen Domänen der dispergierten Phase bei Volumenanteilen von mehr als circa 74 % polyedrische Gestalt an.
Unter anderem sind in Wissenschaftskreisen auch die Bezeichnungen biliquid foams oder polyaphrons gebräuchlich.